# Seznam dílů seriálu Sanjay a Craig
Toto je seznam dílů seriálu Sanjay a Craig. Animovaný televizní seriál Sanjay a Craig měl premiéru na americké stanici Nickelodeon.

## Přehled řad
| Řada | Díly | Premiéra v USA    | Premiéra v USA    | Premiéra v ČR | Premiéra v ČR |
| Řada | Díly | První díl         | Poslední díl      | První díl     | Poslední díl  |
| ---- | ---- | ----------------- | ----------------- | ------------- | ------------- |
| 1    | 20   | 25. května 2013   | 12. července 2014 | vysíláno      | vysíláno      |
| 2    | 20   | 19. července 2014 | 9. října 2015     | vysíláno      | vysíláno      |
| 3    | 20   | 7. září 2015      | 29. července 2016 | vysíláno      | vysíláno      |

## Seznam dílů

### První řada (2013–2014)
| Č. v seriálu | Č. v řadě | Původní název          | Režie                         | Scénář                                                                                         | Premiéra v USA     |
| ------------ | --------- | ---------------------- | ----------------------------- | ---------------------------------------------------------------------------------------------- | ------------------ |
| 1a           | 1a        | Brett Venom M.D.       | Blake Lemons                  | Neil Graf, Blake Lemons a Chris Viscardi                                                       | 25. května 2013    |
| 1b           | 1b        | Laugh Quake            | Carl Faruolo                  | Carl Faruolo, Bryan Mann a Chris Viscardi                                                      | 25. května 2013    |
| 2a           | 2a        | Maximum Dennis         | Matt Layzell a Tom Parkinson  | Matt Layzell, Tom Parkinson a Andreas Trolf                                                    | 1. června 2013     |
| 2b           | 2b        | Dog Wave               | Madeline Queripel             | Madeline Queripel a Chris Viscardi                                                             | 1. června 2013     |
| 3a           | 3a        | Heightmare             | Matt Layzell & Tom Parkinson  | Jim Dirschberger, Matt Layzell a Tom Parkinson                                                 | 8. června 2013     |
| 3b           | 3b        | Be Like Tufflips       | Tom King Jr.                  | Abe Audish, Tom King Jr. a Andreas Trolf                                                       | 8. června 2013     |
| 4a           | 4a        | Stinkboy               | Ryan Crego a Tom King         | Ryan Crego, Tom King, Will McRobb a M.J. Sandhe                                                | 22. června 2013    |
| 4b           | 4b        | Wolfie                 | Carl Faruolo                  | Greg Araya, Carl Faruolo a Andreas Trolf                                                       | 22. června 2013    |
| 5a           | 5a        | Traffical Island       | Matt Layzell a Tom Parkinson  | Matt Layzell, Tom Parkinson a Joe Stillman                                                     | 29. června 2013    |
| 5b           | 5b        | Partybot               | Blake Lemons                  | Neil Graf, Blake Lemons a Joe Stillman                                                         | 29. června 2013    |
| 6a           | 6a        | The Giving G           | Madeline Queripel             | Will McRobb a Madeline Queripel                                                                | 13. července 2013  |
| 6b           | 6b        | Release the Craigan    | Blake Lemons                  | Blake Lemons a Sasha Stroman                                                                   | 13. července 2013  |
| 7a           | 7a        | Muscle C.O.P.S.        | Carl Faruolo                  | Carl Faruolo a Andreas Trolf                                                                   | 14. září 2013      |
| 7b           | 7b        | Cold Hard Cash         | Tom Parkinson                 | Jim Dirschberger a Tom Parkinson                                                               | 14. září 2013      |
| 8a           | 8a        | Unbarfable             | Sean Charmatz                 | Sean Charmatz a Chris Viscardi                                                                 | 21. září 2013      |
| 8b           | 8b        | Game On                | Tom King                      | Tom King a Joe Stillman                                                                        | 21. září 2013      |
| 9a           | 9a        | Laked Nake             | Blake Lemons                  | Neil Graf, Blake Lemons a Sasha Stroman                                                        | 5. října 2013      |
| 9b           | 9b        | Doom Baby              | Tom King                      | Abe Audish, Tom King, Bryan Mann a Will McRobb                                                 | 5. října 2013      |
| 10a          | 10a       | Blackout               | Tom Parkinson                 | Will McRobb a Tom Parkinson                                                                    | 19. října 2013     |
| 10b          | 10b       | Family Re-Noodman      | Carl Faruolo                  | Greg Araya, Carl Faruolo a Andreas Trolf                                                       | 19. října 2013     |
| 11a          | 11a       | Fart Baby              | Carl Faruolo                  | Greg Araya, Carl Faruolo a Joe Stillman                                                        | 2. listopadu 2013  |
| 11b          | 11b       | Kung-Fu Catapult       | Tom King a Sean Szeles        | Abe Audish, Jim Dirschberger, Jay Howell, Tom King, Dani Michaeli, Sean Szeles a Andreas Trolf | 2. listopadu 2013  |
| 12a          | 12a       | Trouble Dare           | Blake Lemons                  | Jim Dirschberger, Neil Graf a Blake Lemons                                                     | 16. listopadu 2013 |
| 12b          | 12b       | Road Pizza             | Tom Parkinson                 | George Gendi, Tom Parkinson a Joe Stillman                                                     | 16. listopadu 2013 |
| 13a          | 13a       | Cup O'Universe         | Mike Bell                     | Abe Audish, Mike Bell a Joe Stillman                                                           | 7. prosince 2013   |
| 13b          | 13b       | You're in Trouble      | Ryan Crego                    | Ryan Crego a Sasha Stroman                                                                     | 7. prosince 2013   |
| 14a          | 14a       | Booger Johnson         | Carl Faruolo                  | Greg Araya, Carl Faroulo a Andreas Trolf                                                       | 22. února 2014     |
| 14b          | 14b       | Dream Rangers          | Casey Alexander               | Casey Alexander, Zeus Cervas, Jim Dirschberger a Chris Viscardi                                | 22. února 2014     |
| 15a          | 15a       | Day of the Snake       | Blake Lemons                  | Neil Graf, Blake Lemons a Joe Stillman                                                         | 1. března 2014     |
| 15b          | 15b       | Prickerbeast           | Tom Parkinson                 | George Gendi, Will McRobb a Tom Parkinson                                                      | 1. března 2014     |
| 16a          | 16a       | Kerplunk'd             | Mike Bell                     | Abe Audish, Mike Bell, Jim Dirschberger, Bryan Mann a Chris Viscardi                           | 8. března 2014     |
| 16b          | 16b       | Old Farts              | Toby Jones                    | Nick Bachman, Toby Jones a Sasha Stroman                                                       | 8. března 2014     |
| 17a          | 17a       | Flip Flopas            | Blake Lemons                  | Neil Graf, Blake Lemons a Andreas Trolf                                                        | 15. března 2014    |
| 17b          | 17b       | Chill Bill             | Carl Faruolo                  | Greg Araya, Carl Faruolo, Jay Howell a Chris Viscardi                                          | 15. března 2014    |
| 18a          | 18a       | Curb Dawgz             | Tom Parkinson                 | George Gendi, Tom Parkinson a Andreas Trolf                                                    | 22. března 2014    |
| 18b          | 18b       | Susan Loogie           | Mike Bell a Blake Lemons      | Abe Audish, Mike Bell, Jim Dirschberger a Blake Lemons                                         | 22. března 2014    |
| 19a          | 19a       | Boatin' Down the River | Neil Graf                     | Nick Bachman, Jim Dirschberger, Neil Graf a Jay Howell                                         | 12. července 2014  |
| 19b          | 19b       | Pretty in Punk         | Jim Dirschberger a Jay Howell | Jim Dirschberger, Jay Howell a Sasha Stroman                                                   | 12. července 2014  |
| 20           | 20        | A Tale of Two Slithers | Carl Faruolo a Blake Lemons   | Greg Araya, Carl Faruolo, Neil Graf, Blake Lemons, Will McRobb a Chris Viscardi                | 16. května 2014    |

### Druhá řada (2014–2015)
| Č. v seriálu | Č. v řadě | Původní název                                  | Režie                        | Scénář | Premiéra v USA     |
| ------------ | --------- | ---------------------------------------------- | ---------------------------- | --- | ------------------ |
| 21a          | 1a        | Boatin' Down the River                         | Neil Graf                    | Nick Bachman, Jim Dirschberger, Neil Graf a Jay Howell                                                                                        | 12. července 2014  |
| 21b          | 1b        | Ghost Pool                                     | Abe Audish                   | Abe Audish, Neil Graf, Bryan Mann, Will McRobb a Chris Viscardi                                                                               | 19. července 2014  |
| 22a          | 2a        | Shirts Off                                     | Carl Faruolo                 | Greg Araya, Carl Faruolo, Jim Dirschberger, Jay Howell a Derek Iversen                                                                        | 26. července 2014  |
| 22b          | 2b        | Middle Shame                                   | Blake Lemons                 | Jim Dirschberger, Blake Lemons, Bryan Mann a Dani Michaeli                                                                                    | 26. července 2014  |
| 23a          | 3a        | Dolled Up                                      | Tom Parkinson                | Abe Audish, Will McRobb, Dani Michaeli a Tom Parkinson                                                                                        | 2. srpna 2014      |
| 23b          | 3b        | Space Race                                     | Matt Layzell                 | Aminder Dhaliwal, Grant Falardeau a Matt Layzell                                                                                              | 2. srpna 2014      |
| 24a          | 4a        | Barfy's Babies                                 | Neil Graf                    | Nick Bachman, Neil Graf a Dani Michaeli | 20. září 2014      |
| 24b          | 4b        | Butts Up                                       | Blake Lemons                 | Derek Iversen, Blake Lemons a Bryan Mann | 20. září 2014      |
| 25a          | 5a        | Screamday                                      | Abe Audish                   | Abe Audish, Aminder Dhaliwal a Derek Iversen                                                                                                  | 27. září 2014      |
| 25b          | 5b        | Enter Sandman                                  | Neil Graf                    | Nick Bachman, Jim Dirschberger, Neil Graf a Derek Iversen                                                                                     | 27. září 2014      |
| 26a          | 6a        | Alien Craig                                    | Blake Lemons                 | Blake Lemons, Bryan Mann a Chris Viscardi | 4. října 2014      |
| 26b          | 6b        | Googas                                         | Carl Faruolo                 | Greg Araya, Grant Falardeau a Carl Faruolo | 4. října 2014      |
| 27a          | 7a        | Glory Hounds                                   | Abe Audish                   | Abe Audish, Aminder Dhaliwal, Grant Falardeau a Will McRobb                                                                                   | 11. října 2014     |
| 27b          | 7b        | Glad to Be Sad                                 | Tom Parkinson                | Josh Engel, Derek Iversen a Tom Parkinson | 11. října 2014     |
| 28           | 8         | Remington Tufflips' Spooky Trailer of Cartoons | Carl Faruolo a Tom Parkinson | Greg Araya, Jim Dirschberger, Josh Engel, Carl Faruolo, Jay Howell, Will McRobb, Tom Parkinson a Chris Viscardi                               | 18. října 2014     |
| 29a          | 9a        | TuffCon                                        | Neil Graf                    | Nick Bachman, Grant Falardeau, Neil Graf a Derek Iversen                                                                                      | 1. listopadu 2014  |
| 29b          | 9b        | Pet Parents                                    | Blake Lemons                 | Aminder Dhaliwal, Grant Falardeau, Blake Lemons a Bryan Mann                                                                                  | 1. listopadu 2014  |
| 30a          | 10a       | 2 Tuff 2 Watch                                 | Tom Parkinson                | Jim Dirschberger, Josh Engel a Tom Parkinson                                                                                                  | 15. listopadu 2014 |
| 30b          | 10b       | Cuddle Buddy                                   | Carl Faruolo                 | Carl Faruolo, George Gendi, Derek Iversen a Blake Lemons                                                                                      | 15. listopadu 2014 |
| 31a          | 11a       | Ting                                           | Abe Audish                   | Abe Audish, Grant Falardeau a Jonny Van Orman                                                                                                 | 22. listopadu 2014 |
| 31b          | 11b       | Fartwerk                                       | Neil Graf                    | Nick Bachman, Neil Graf a Jay Howell | 22. listopadu 2014 |
| 32a          | 12a       | Rash Thrash                                    | Bryan Mann                   | Aminder Dhaliwal, Blake Lemons, Bryan Mann a Sheela Shrinivas                                                                                 | 5. dubna 2015      |
| 32b          | 12b       | Fowl Work                                      | Sarah Oleksyk                | Gina Gress, Derek Iversen, Matt Layzell a Sarah Oleksyk                                                                                       | 5. dubna 2015      |
| 33a          | 13a       | Wild Buds                                      | Tom Parkinson                | Tom Parkinson, Grant Falardeau, Derek Iversen a Josh Engel                                                                                    | 12. dubna 2015     |
| 33b          | 13b       | Depants Tag                                    | Abe Audish                   | Abe Audish, Lauren Palmigiano a Jonny Van Orman                                                                                               | 12. dubna 2015     |
| 34a          | 14a       | Ew De Hector                                   | George Gendi                 | Grant Falardeau, George Gendi a Paul Layzell                                                                                                  | 18. července 2015  |
| 34b          | 14b       | King of Kids                                   | Tom Parkinson                | Josh Engel, Will McRobb, Lauren Palmigiano a Tom Parkinson                                                                                    | 18. července 2015  |
| 35a          | 15a       | Romper Chomper                                 | Abe Audish                   | Abe Audish, Will McRobb, Lauren Palmigiano a Jonny VanOrman                                                                                   | 10. května 2015    |
| 35b          | 15b       | Conquistador                                   | Neil Graf                    | Nick Bachman, Jim Dirschberger, Neil Graf a Matt Layzell                                                                                      | 10. května 2015    |
| 36a          | 16a       | Chewhuahuas                                    | Tom Parkinson                | Josh Engel, Jay Howell, Derek Iversen a Tom Parkinson                                                                                         | 19. dubna 2015     |
| 36b          | 16b       | Space Invaders                                 | Sarah Oleksyk                | Jim Dirshbeger, Gina Gress, Jay Howell a Sarah Oleksyk                                                                                        | 19. dubna 2015     |
| 37a          | 17a       | D.I.N.K.                                       | Aminder Dhaliwal             | Aminder Dhaliwal, Jim Dirschberger, Jay Howell a Jonny VanOrman                                                                               | 26. dubna 2015     |
| 37b          | 17b       | Dangerous Debbie                               | Neil Graf                    | Nick Bachman, Neil Graf a Jay Howell | 26. dubna 2015     |
| 38a          | 18a       | Serpentco                                      | Bryan Mann                   | Nathan Bulmer, Derek Iversen a Bryan Mann | 9. října 2015      |
| 38b          | 18b       | Chrome Dome                                    | Bryan Mann                   | Aminder Dhaliwal, Jim Dirschberger, Blake Lemons a Bryan Mann                                                                                 | 9. října 2015      |
| 39a          | 19a       | Flabyrinth                                     | Sarah Oleksyk                | Gina Gress, Derek Iversen a Sarah Oleksyk | 25. července 2015  |
| 39b          | 39b       | Snake Parts Unknown                            | Aminder Dhaliwal             | Aminder Dhaliwal, Jim Dirschberger, Josh Engel a Derek Iversen                                                                                | 25. července 2015  |
| 40           | 20        | Street Dogg                                    | Neil Graf a Bryan Mann       | Nick Bachman, Aminder Dhaliwal, Jim Dirschberger, Jay Howell, Neil Graf, Matt Layzell, Blake Lemons, Bryan Mann, Will McRobb a Chris Viscardi | 17. května 2015    |

### Třetí řada (2015–2016)
| Č. v seriálu | Č. v řadě | Původní název                             | Režie                            | Scénář | Premiéra v USA     |
| ------------ | --------- | ----------------------------------------- | -------------------------------- | --- | ------------------ |
| 41a          | 1a        | And Justice for Durdle                    | Neil Graf                        | Adam Aseraf, Hunter Cope, Jim Dirschberger, Neil Graf a Jonny VanOrman                                                                                                   | 15. ledna 2016     |
| 41b          | 1b        | Beauty and the Beard                      | Tom Parkinson                    | Mike Bertino, Derek Iversen, Blake Lemons a Tom Parkinson | 22. ledna 2016     |
| 42a          | 2a        | Hot Heads                                 | Nick Bachman                     | Adam Aseraf, Nick Bachman, Bryan Caselli a Hunter Cope | 7. září 2015       |
| 42b          | 2b        | Lundgren Loner                            | Sarah Oleksyk                    | Gina Gress, Jay Howell, Will McRobb a Sarah Oleksyk | 7. září 2015       |
| 43a          | 3a        | Bike-o Psycho                             | Neil Graf                        | Jim Dirschberger, Neil Graf, Derek Iversen a Jonny VanOrman | 18. září 2015      |
| 43b          | 3b        | Boulder Rollers                           | Aminder Dhaliwal                 | Adam Aseraf, Hunter Cope, Aminder Dhaliwal a Josh Engel | 16. října 2015     |
| 44a          | 4a        | Galaxy Geeks                              | Aminder Dhaliwal                 | Josh Engel, Aminder Dhaliwal, Jim Dirschberger, Jay Howell a Chris Viscardi                                                                                              | 25. září 2015      |
| 44b          | 4b        | Freaks and Cheeks                         | Sarah Oleksyk                    | Gina Gress, Sarah Oleksyk a Chris Viscardi | 6. listopadu 2015  |
| 45a          | 5a        | Guitar Zeroes                             | Nick Bachman                     | Nick Bachman, Bryan Caselli, Jim Dirschberger a Chris Viscardi | 13. listopadu 2015 |
| 45b          | 5b        | Heartyface                                | Tom Parkinson                    | Adam Aseraf, Mike Bertino, Hunter Cope, Jim Dirschberger a Tom Parkinson                                                                                                 | 20. listopadu 2015 |
| 46           | 6         | Huggle Day                                | Aminder Dhaliwal a Neil Graf     | Josh Engel, Aminder Dhaliwal, Jim Dirschberger, Neil Graf, Jay Howell, Will McRobb, Jonny VanOrman a Chris Viscardi                                                      | 4. prosince 2015   |
| 47a          | 7a        | Dude Snake Nood                           | Neil Graf                        | Neil Graf, Jay Howell, Derek Iversen a Jonny VanOrman | 29. ledna 2016     |
| 47b          | 7b        | Barrel Boyz                               | Tom Parkinson                    | Mike Bertino, Jim Dirschberger, Will McRobb a Tom Parkinson | 5. února 2016      |
| 48a          | 8a        | All Night Bummer Party                    | Nick Bachman                     | Adam Aseraf, Nick Bachman, Bryan Caselli, Hunter Cope a Jim Dirschberger                                                                                                 | 19. února 2016     |
| 48b          | 8b        | Partybot Returns                          | Sarah Oleksyk                    | Jim Dirschberger, Gina Gress, Jay Howell, Will McRobb, Sarah Oleksyk a Chris Viscardi                                                                                    | 26. února 2016     |
| 49a          | 9a        | Paper Pushers                             | Tom Parkinson                    | Mike Bertino, Jim Dirschberger, Derek Iversen a Tom Parkinson | 21. června 2016    |
| 49b          | 9b        | Bros of a Feather                         | Nick Bachman                     | Nick Bachman, Bryan Caselli, Katie Crown a Jim Dirschberger | 21. června 2016    |
| 50a          | 10a       | Ain't No Fang                             | Sarah Oleksyk                    | Adam Aseraf, Hunter Cope, Jay Howell, Gina Gress a Sarah Oleksyk | 22. června 2016    |
| 50b          | 10b       | Balzalderac!                              | Aminder Dhaliwal                 | Katie Crown, Aminder Dhaliwal, Josh Engel, Derek Iversen a Matt Layzell                                                                                                  | 22. června 2016    |
| 51a          | 11a       | Master Smashers                           | Tom Parkinson                    | Adam Aseraf, Mike Bertino, Hunter Cope a Tom Parkinson | 23. června 2016    |
| 51b          | 11b       | All Couped Up                             | Neil Graf                        | Katie Crown, Jim Dirschberger, Neil Graf a Jonny VanOrman | 23. června 2016    |
| 52           | 12        | The Sanjay and Craig Stunt School Special | Nick Bachman a Sarah Oleksyk     | Adam Aseraf, Nick Bachman, Bryan Caselli, Hunter Cope, Katie Crown, Jim Dirschberger, Gina Gress, Jay Howell, Derek Iversen, Will McRobb, Sarah Oleksyk a Chris Viscardi | 22. července 2016  |
| 53a          | 13a       | Combo Attack                              | Aminder Dhaliwal                 | Katie Crown, Aminder Dhaliwal a Josh Engel | 24. června 2016    |
| 53b          | 13b       | Stuffed Curse Pizza                       | Neil Graf                        | Jim Dirschberger, Neil Graf, Derek Iversen a Jonny VanOrman | 24. června 2016    |
| 54a          | 14a       | Quietude Dudes                            | Tom Parkinson                    | Mike Bertino, Derek Iversen a Tom Parkinson | 18. července 2016  |
| 54b          | 14b       | Diaper Dinks                              | Nick Bachman                     | Nick Bachman, Bryan Caselli, Katie Crown, Jim Dirschberger a Derek Iversen                                                                                               | 18. července 2016  |
| 55a          | 15a       | Halloweenies                              | Sarah Oleksyk                    | Katie Crown, Gina Gress a Sarah Oleksyk | 20. června 2016    |
| 55b          | 15b       | G.U.T.S. Busters                          | Aminder Dhaliwal                 | Aminder Dhaliwal, Jim Dirschberger, Josh Engel, Derek Iversen a Jay Howell                                                                                               | 20. června 2016    |
| 56a          | 16a       | Man of Squeal                             | Tom Parkinson                    | Adam Aseraf, Mike Bertino, Hunter Cope a Tom Parkinson | 20. července 2016  |
| 56b          | 16b       | Songjay                                   | Neil Graf                        | Neil Graf, Jay Howell, Derek Iversen a Jonny VanOrman | 19. července 2016  |
| 57a          | 17a       | Friend Card                               | Aminder Dhaliwal                 | Katie Crown, Aminder Dhaliwal, Josh Engel, Derek Iversen a Matt Layzell                                                                                                  | 25. července 2016  |
| 57b          | 17b       | Beach Butts                               | Nick Bachman                     | Adam Aseraf, Bryan Caselli, Nick Bachman a Hunter Cope | 25. července 2016  |
| 58a          | 18a       | JJ and Greg                               | Aminder Dhaliwal                 | Aminder Dhaliwal, Jim Dirschberger, Josh Engel a Jay Howell | 21. července 2016  |
| 58b          | 18b       | Tuff Rider                                | Gina Gress                       | Byron Dockins, Gina Gress a Jonny VanOrman | 26. července 2016  |
| 59a          | 19a       | Space Train to Space                      | Tom Parkinson                    | Mike Bertino, Katie Crown, Jim Dirschberger, Jay Howell a Tom Parkinson                                                                                                  | 27. července 2016  |
| 59b          | 19b       | The Snake Pit                             | Gina Gress                       | Byron Dockins, Gina Gress a Jonny VanOrman | 28. července 2016  |
| 60           | 20        | Booyah for Bollywood                      | Aminder Dhaliwal a Sarah Oleksyk | Aminder Dhaliwal, Jim Dirschberger, Josh Engel, Dodge Greenley, Jay Howell, Will McRobb, Sarah Oleksyk Chris Viscardi                                                    | 29. července 2016  |